# Bivecteur de Killing
Pour les articles homonymes, voir Killing.
En géométrie riemannienne, un bivecteur de Killing est un bivecteur, c'est-à-dire un tenseur antisymétrique d'ordre 2 formé à l'aide de deux vecteurs de Killing.

## Formule
Si {\displaystyle \xi ^{a}} et {\displaystyle \psi ^{a}} sont deux vecteurs de Killing, le bivecteur de Killing associé K s'écrit
{\displaystyle K_{ab}=\xi _{[a}\psi _{b]}={\frac {1}{2}}\left(\xi _{a}\psi _{b}-\xi _{b}\psi _{a}\right)}.
Par définition, il s'agit bivecteur simple.

## Utilisation
Le concept de bivecteur de Killing est utilisé dans la description de la métrique de Kerr, au voisinage de la région appelée ergosphère. Il est également utilisé dans certains des théorèmes sur les singularités formulés par Stephen Hawking et Roger Penrose dans le courant des années 1970.

## Référence
- (en) S. W. Hawking et G. F. R. Ellis, The Large Scale Structure of Space-Time, Cambridge University Press, coll. « Cambridge Monographs on Mathematical Physics », 1975, 400 p. (ISBN 0521099064), pages 167, 330 et 331.